# НСУ 6/10 ПС
НСУ 6/10 ПС био је аутомобил ниже средње класе произведен између 1906. и 1907. године од стране немачког произвођача аутомобила НСУ у њиховој фабрици у Некарсулму. Ово је први аутомобил који је урађен по дизајну саме компаније НСУ, а до тада су рађени аутомобили по лиценци, најављујући присуство НСУ-а на тржишту са много бољим моделима него раније. Овај модел је популарно назван „Original Neckarsulmer Motorwagen“ (оригинални Некарсулмер аутомобил).
Аутомобил је покретао четвороцилиндрични редни мотор, са воденим хлађењем, запремине 1420 цм³ (пречник х ход = 82 × 86 мм), снаге 8,8 kW (11,8 КС) при 1650 о/мин. Овај мотор је имао пумпу за аутоматско подмазивање, магнетно паљење и брегасте вентиле. Мотор је био постављен напред и преко конусног квачила, тробрзинског мењача и вратила погон је преношен на задње точкове.
Међуосовински размак је био 2000 мм, размак точкова 1150 мм и тежина 650 кг и максимална брзина 55-60 км/ч. Облик каросерије је био фетон и лимузина са четири седишта, а 1907. године га је заменио модел 6/12 ПС.